# Élisabeth de Mecklembourg
Élisabeth de Mecklembourg, (née vers 1235, mort le 6 février 1280, est la troisième des enfants et la seule fille de Jean Ier de Mecklembourg et de son épouse Luitgarde de Henneberg 

## Union et postérité
Elle épouse vers 1250 Gérard Ier de Holstein-Itzehoe dont entre autres
- Luitgarde de Holstein († 1289), épouse en premières noces le duc Jean de Brunswick-Lunebourg (†1277), puis en secondes noces le prince Albert Ier d'Anhalt-Zerbst († 1316/1317)
- Gérard II de Holstein-Plön († 1312),
- Helwig de Holstein († 1324/1326), épouse du roi Magnus Ladulås de Suède († 1290)
- Adolphe VI de Holstein-Schaumbourg (död 1315),
- Henri Ier de Holstein-Rendsburg († 1304),
- Elisabeth de Holstein († 1274/1284), mariée avec Burchard Ier de Wölpe († 1289/1290)

## Source
- (sv) Personakt för Elisabet av Mecklenburg